# Hella (Sund)
Pour les articles homonymes, voir Hella.
Hella est une île dans le landskap Sunnhordland du comté de Vestland. Elle appartient administrativement à Øygarden.

## Géographie
Rocheuse et désertique, elle s'étend sur environ 941 m de longueur pour une largeur approximative de 91 m. 